# Abbaye du Bouschet-Vauluisant
À ne pas confondre avec l'abbaye de Vauluisant, également cistercienne, mais située dans le département de l'Yonne.
L’abbaye du Boucheix (Bouschet) ou  Notre-Dame du Valluisant (Baete Mariae de Valle Lucida en latin) est une ancienne abbaye cistercienne située au lieu-dit Le Boucheix sur la commune actuelle d'Yronde-et-Buron, dans le département du Puy-de-Dôme. Elle fut fondée à la fin du XIIe siècle. Elle est en particulier connue pour être la principale nécropole des comtes d'Auvergne.

## Situation
L'abbaye était située  au lieu-dit Le Boucheix dans la commune d'Yronde-et-Buron, le long du ruisseau de la Palle, petit affluent de rive droite de l'Allier. Il n'en reste aujourd'hui que quelques ruines qu'un auteur contemporain qualifie de « sans intérêt ».

## Histoire

### Fondation
Selon la plupart des sources, l'abbaye est fondée en 1197 ou 1198. Mais cela aurait fait nécessairement de Guy II le fondateur. Or toutes les sources s'accordent sur la fondation par le comte d'Auvergne Robert IV. Il faut donc retenir comme date de fondation 1192, et non une date postérieure. D'ailleurs, la fondation est confirmée en mai 1192 par Célestin III. En revanche, la dédicace de l'église est effectivement datée de 1197, en présence du comte Guillaume IX.
Quel que soit le fondateur, les premiers occupants sont des moines de Féniers (Cantal) qui viennent fonder la communauté.
En plus de sa simple vocation monastique, l'Abbaye du Boucheix, au lieu dit, Le Boucheix était conçu comme une nécropole pour l'accueil des sépultures des comtes.

### Moyen Âge

#### Économie de l'abbaye
L’abbaye est réputée pour la technicité de son aménagement hydraulique, lequel détournait sur une grande distance l'eau pour l'amener au moulin du monastère, ainsi que pour fournir un ravitaillement en poissons. L'abbaye avait été richement dotée, notamment des droits de pêches et de navigation sur l'Allier « depuis le basteau de Coudes jusqu'à la roche Rotgier », même si, en pratique, les religieux ne disposaient que d'environ un tiers de ce droit, contre deux tiers aux comtes de Buron. Ce droit, également préempté aux deux tiers par le comte, s'exerçait notamment sur la gestion du bac fluvial entre Coudes et Montpeyroux.

#### Sépultures dans l'abbaye

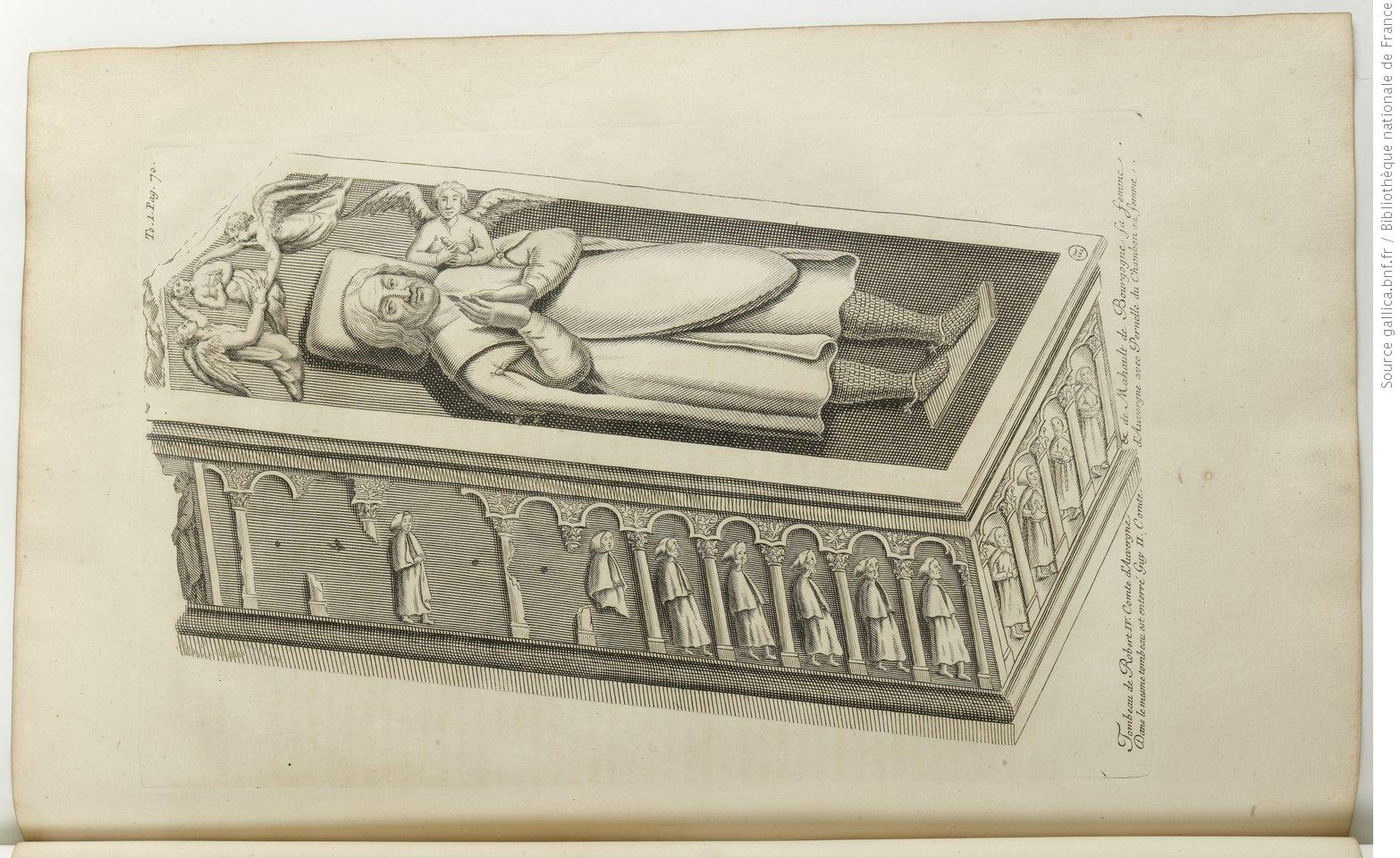
Tombeau de Robert IV, dans l'abbaye du Bouschet.

Une trentaine de tombeaux comtaux sont recensés au Bouschet, dans la chapelle funéraire construite en 1362 et située du côté gauche de la nef, près du chœur. Y sont inhumés presque tous les comtes du XIVe siècle, tous ceux du XVe siècle sauf un, la plupart de leurs épouses et quelques-unes de leurs filles.
Sont notamment enterrés au Bouschet (Boucheix) :
- Robert IV (1130-1194), le fondateur ;
- Guy II († 1222), un de ses fils[14] ;
- Guillaume X (1195-1247), comte d'Auvergne[15] ;
- Robert V (1225-1277)[16] ;
- Guillaume XI († 1280), fils du précédent[17] ;
- Robert VII ; pour ce qui est de sa femme Marie de Flandre, l’incertitude demeure[18] ;
- Guy de Boulogne (1313-1373), archevêque de Lyon et, à de multiples reprises, ambassadeur du pape ;
- Godefroy d'Auvergne († 1385), son frère[19] ;
- Marguerite Dauphine († 1374), première femme de ce dernier[20] ;
- Jean Ier (1361-1386)[21] ;
- Louise de La Tour d'Auvergne († 1469), fille de Bertrand V et épouse de Jean V de Créquy[22] ;
- Bertrand VI (1417-1497) et sa femme Louise († 1474)[23].

Les sépultures semblent avoir déjà disparu à l'époque révolutionnaire.

## Ruine à la Révolution
L'abbaye est détruite par la Révolution.